# Disporella hispida
Disporella hispida är en mossdjursart som först beskrevs av Fleming 1828.  Disporella hispida ingår i släktet Disporella och familjen Lichenoporidae. Arten är reproducerande i Sverige. Inga underarter finns listade i Catalogue of Life.